# جبر المجموعات

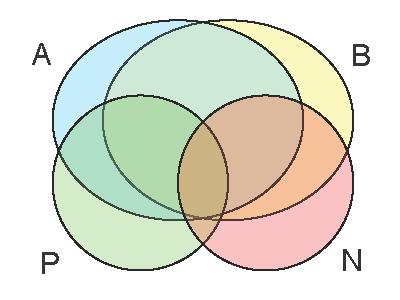

جبر المجموعات- لا ينبغي الخلط في الرياضيات بين جبر المجموعات وبين البنية الرياضية له ، فجبر المجموعات يحدد خصائص وقوانين المجموعات، والعمليات النظرية الخاصة بها مثل الاتحاد والتقاطع والتكامل وعلاقات المساواة والتضمن في المجموعات. كما أنه يوفر إجراءات منهجية لتقييم التعبيرات، وإجراء الحسابات، التي تتضمن هذه العمليات والعلاقات.
أي مجموعة من المجموعات المندرجة تحت العمليات النظرية للمجموعة تشكل ما يسمي بـ الجبر البولياني، حيث يمثل الاتحاد عامل الربط، ويمثل االتقاطع عامل الالتقاء، ويمثل مكمل المجموعة عامل المكمل ، والقاع أو الفراغ يمثلة العامل (فاي {\displaystyle \varnothing })) والقمة هي المجموعة الكاملة أو الشامله.

## الأساسيات
نظريًا يمكن القول أن جبر المجموعات يناظر جبر الأعداد. فكما أن الجمع والضرب الحسابيين لهما خصائص التبادل والترابط ، فكذلك الأتحاد والتقاطع في المجموعات؛ وكما أن العلاقة الحسابية "أقل من أو يساوي" انعكاسية وغير متماثلة ومتعدية ، فإن علاقة المجموعة "بمجموعة جزئية" يمكن ان تحوز الخصائص السابقة نفسها.
فهو إذن جبر العمليات النظرية للمجموعة المتمثلة في الاتحاد والتقاطع والتكامل، وعلاقات المساواة والتضمن. .

## الخصائص الأساسية لجبر المجموعات
العمليات الثنائية للاتحاد {\displaystyle \cup } والتقاطع {\displaystyle \cap } في المجموعة تلبي العديد من الهويات . العديد من هذه الهويات أو "القوانين" لها أسماء مقررة ومعترف بها. 
قانون التبادل:
- {\displaystyle A\cup B=B\cup A}
- {\displaystyle A\cap B=B\cap A}

قانون الترابط:
- {\displaystyle (A\cup B)\cup C=A\cup (B\cup C)}
- {\displaystyle (A\cap B)\cap C=A\cap (B\cap C)}

قانون التوزيع::
- {\displaystyle A\cup (B\cap C)=(A\cup B)\cap (A\cup C)}
- {\displaystyle A\cap (B\cup C)=(A\cap B)\cup (A\cap C)}

يمكن النظر إلي اتحاد المجموعات وتقاطعها على أنه تشابه لعملية جمع وضرب الأرقام. ومثل ما هو في الجمع والضرب، فإن عمليات الاتحاد والتقاطع هي عمليات تتسم بالتبادل والترابط، والتقاطع يتوزع على الاتحاد. ومع ذلك، وعلى عكس الجمع والضرب، فإن الاتحاد يتوزع أيضًا على التقاطع.
زوجان من الخصائص الإضافية متضمن في مجموعات خاصة تسمى المجموعة الفارغة {\displaystyle \varnothing } والمجموعة الشاملة U ؛ المكمل {\displaystyle A^{\complement }} والمجموعة {\displaystyle A} تشكلان معًا مجموعة العالم أو المجموعة الشاملة، والمكمل {\displaystyle A^{\complement }} يمكن أيضًا كتابتة هذا على النحو {\displaystyle A'}. المجموعة الفارغة ليس لها أعضاء، ومجموعة العالم( المجموعة الشاملة) تحتوي على كل الأعضاء الممكنة (في سياق معين).
خاصية الهوية:
- {\displaystyle A\cup \varnothing =A}
- {\displaystyle A\cap {\boldsymbol {U}}=A}

خاصية الإكمال:
- A U A = U
- {\displaystyle A\cap A^{\complement }=\varnothing }

يتضح من خلال تعبيرات الهوية، والتعبيرات الدالة على التبادل أنه، تمامًا مثل 0 و1 في الجمع والضرب، فإن {\displaystyle \varnothing } و U هما عنصرا الهوية للاتحاد والتقاطع على التوالي.
على العكس من عمليتي الجمع والضرب، فإن الاتحاد والتقاطع في المجموعات ليس لهما عناصر عكسية . ومع ذلك فإن قوانين الإكمال تعطي الخصائص الأساسية للعملية الأحادية العكسية إلى حد ما لاستكمال المجموعة.
تتضمن الأزواج الخمسة السابقة من الصيغ — صيغتا التبادل، والترابط، والتوزيع، والهوية، والإكمال— كل جبر المجموعات، بمعنى أنه يمكن اشتقاق كل قضية صحيحة في جبر المجموعات من خلال هذه الصيغ.
لاحظ أنه إذا تم إضعاف صيغ المكمل للقاعدة {\displaystyle (A^{\complement })^{\complement }=A} ، فهذا هو بالضبط جبر المنطق الخطي القضوي  .

## مبدأ الثنائية
تمثل كل واحدة من الهويات المذكورة أعلاه، واحدة من زوج من الهويات بحيث يمكن تحويل كل منها إلى الأخرى عن طريق {\displaystyle \cup }و {\displaystyle \cap } ، وفي الجانب الآخر يتم التبادل أيضًا بين {\displaystyle \varnothing } و U .
هذه أمثلة على خاصية شديدة الأهمية والقوة في جبر المجموعات، والتي تتمثل في: مبدأ الثنائية للمجموعات، والذي يؤكد على أن: بالنسبة لأي عبارة صحيحة عن المجموعات، فإن العبارة الثنائية التي يتم الحصول عليها عن طريق تبادل الاتحادات والتقاطعات، وتبادل U و {\displaystyle \varnothing } وعكس المتضمنات صحيح أيضًا. ويقال عن عبارة أنها ثنائية ذاتيا إذا كانت مساوية لثنائية خاصة بها.

## بعض القوانين الإضافية للأتحادات والتقاطعات
تنص القضايا التالية على ستة قوانين أخرى مهمة لجبر المجموعات، والتي تتضمن الاتحادات والتقاطعات.
القضية 3: بالنسبة لأية مجموعات فرعية {\displaystyle A} و {\displaystyle B} من المجموعة الشاملة U ، تنتج الهويات التالية:
- {\displaystyle A\cup A=A}
- {\displaystyle A\cap A=A}
- A U U = U
- {\displaystyle A\cap \varnothing =\varnothing }
- {\displaystyle A\cup (A\cap B)=A}
- {\displaystyle A\cap (A\cup B)=A}

وكما هو مشار أعلاه، يمكن استخلاص كل قانون من القوانين المذكورة في القضية 3 من الأزواج الخمسة الأساسية للقوانين المذكورة أعلاه. وللتوضيح، نعرض أدناه دليلاً على القوانين الأولي منها للاتحاد.
البرهان:
| {\displaystyle A\cup A} |                                                         | بواسطة قانون هوية التقاطع              |
|                         | {\displaystyle =(A\cup A)\cap (A\cup A^{\complement })} | بالقانون المكمل للاتحاد                |
|                         | {\displaystyle =A\cup (A\cap A^{\complement })}         | بواسطة قانون توزيع الأتحاد على التقاطع |
|                         | {\displaystyle =A\cup \varnothing }                     | بواسطة القانون المكمل للتقاطع          |
|                         | {\displaystyle =A}                                      | بموجب قانون الهوية للأتحاد             |

برهان
| {\displaystyle A\cap A} | {\displaystyle =(A\cap A)\cup \varnothing }             | عن طريق قانون الهوية للأتحاد           |
|                         | {\displaystyle =(A\cap A)\cup (A\cap A^{\complement })} | بواسطة القانون المكمل للتقاطع          |
|                         | {\displaystyle =A\cap (A\cup A^{\complement })}         | بواسطة قانون توزيع التقاطع على الأتحاد |
|                         |                                                         | بالقانون المكمل للأتحاد                |
|                         | {\displaystyle =A}                                      | بواسطة قانون الهوية للتقاطع            |

يمكن التعبير عن التقاطع من حيث اختلاف المجموعة:
{\displaystyle A\cap B=A\setminus (A\setminus B)}

## بعض القوانين الإضافية للمكملات

قانونا دي مورجان

تنص القضايا التالية على خمسة قوانين أخرى مهمة في جبر المجموعات، والتي تتضمن المكملات.
القضية رقم 4: علي افتراض أن {\displaystyle A} و{\displaystyle B} مجموعات فرعية من المجموعة الشاملة U ، إذن:
قانونا دي مورجان:
- {\displaystyle (A\cup B)^{\complement }=A^{\complement }\cap B^{\complement }}
- {\displaystyle (A\cap B)^{\complement }=A^{\complement }\cup B^{\complement }}

قانون المكمل المزدوج أو قانون الالتفاف:
- {\displaystyle (A^{\complement })^{\complement }=A}

قوانين المكملة للمجموعة الشاملة والمجموعة الفارغة:
- U = {\displaystyle \varnothing ^{C}}
- {\displaystyle {\boldsymbol {U}}^{\complement }=\varnothing }

لاحظ أن قانون المكمل المزدوج هو قانون مزدوج ذاتي.
القضية التالية، والتي هي أيضًا ثنائية ذاتية، تشير إلى إن المكمل للمجموعة هو المجموعة الوحيدة التي تلبي قوانين المكمل.
القضية رقم 5: على أفتراض أن {\displaystyle A} و{\displaystyle B} مجموعات فرعية من المجموعة الشاملة U ، إذن:
تفرد المكملات:
- إذا كان A U B= U ، و {\displaystyle A\cap B=\varnothing } إذن {\displaystyle B=A^{\complement }}

## جبر التضمين
القضية التالية تشبر إلى أن التضمن ، أي العلاقة الثنائية لمجموعة واحدة كونها مجموعة جزئية من أخرى، هو ترتيب جزئي .
القضية 6 : إذا كانت {\displaystyle A}, {\displaystyle B}و {\displaystyle C} إذن ينتج التالي:
الانعكاس :
- {\displaystyle A\subseteq A}

عدم التماثل :
- {\displaystyle A\subseteq B} {\displaystyle B\subseteq A} وفقط {\displaystyle A=B}

الانتقالية :
- {\displaystyle A\subseteq B} {\displaystyle B\subseteq C} ثم {\displaystyle A\subseteq C}

تنص القضية التالية على أنه بالنسبة لأي مجموعة S ، فإن مجموعة القوى S ، المرتبة حسب التضمن، هي شبكة محدودة ، وبالتالي مع قوانين التوزيع والإكمال أعلاه، تظهر أنها عبارة عن جبر بولياني .
القضية 7 : إذا كان {\displaystyle A}, {\displaystyle B} و{\displaystyle C} مجموعات فرعية من المجموعة {\displaystyle S} إذن ينتج التالي:
وجود العنصر الأصغر والعنصر الأعظم :
- {\displaystyle \varnothing \subseteq A\subseteq S}

وجود الترابطات :
- {\displaystyle A\subseteq A\cup B}
- إذا كان {\displaystyle A\subseteq C} {\displaystyle B\subseteq C} و {\displaystyle A\cup B\subseteq C} إذن
- {\displaystyle A\cap B\subseteq A}
- إذا كان{\displaystyle C\subseteq A} و{\displaystyle C\subseteq B} إذن{\displaystyle C\subseteq A\cap B}

القضية التالية تشبر إلى أن العبارة {\displaystyle A\subseteq B} تكافئ مع عبارا أخري متعددة متضمنة الاتحادات والتقاطعات والمكملات.
القضية 8 : بالنسبة لأي مجموعتين {\displaystyle A} و {\displaystyle B} تكون التكافؤات التالية:
- {\displaystyle A\subseteq B}
- {\displaystyle A\cap B=A}
- {\displaystyle A\cup B=B}
- {\displaystyle A\setminus B=\varnothing }
- {\displaystyle B^{\complement }\subseteq A^{\complement }}

وضح القضية أعلاه أن علاقة تضمين المجموعة يمكن وصفها من خلال أي من عمليات اتحاد المجموعة أو تقاطعها ، الأمر الذي يعني أن مفهوم تضمين المجموعة غير ضروري من الناحية البديهية.

## جبر المكملات النسبية
لقائمة التالية ضمن عدة هويات تتعلق بالمكملات النسبية والاختلافات في نظرية المجموعات.
القضية 9 : بالنسبة لأية مجموعة شاملة U ومجموعات فرعية {\displaystyle A}, {\displaystyle B}و {\displaystyle C}، للمحموعة U تنتج الهويات التالية:
- {\displaystyle C\setminus (A\cap B)=(C\setminus A)\cup (C\setminus B)}
- {\displaystyle C\setminus (A\cup B)=(C\setminus A)\cap (C\setminus B)}
- {\displaystyle C\setminus (B\setminus A)=(A\cap C)\cup (C\setminus B)}
- {\displaystyle (B\setminus A)\cap C=(B\cap C)\setminus (A\cap C)=(B\cap C)\setminus A=B\cap (C\setminus A)}
- {\displaystyle (B\setminus A)\cup C=(B\cup C)\setminus (A\setminus C)}
- {\displaystyle (B\setminus A)\setminus C=B\setminus (A\cup C)}
- {\displaystyle A\setminus A=\varnothing }
- {\displaystyle \varnothing \setminus A=\varnothing }
- {\displaystyle A\setminus \varnothing =A}
- {\displaystyle B\setminus A=A^{\complement }\cap B}
- {\displaystyle (B\setminus A)^{\complement }=A\cup B^{\complement }}
- {\displaystyle {\boldsymbol {U}}\setminus A=A^{\complement }}
- {\displaystyle A\setminus {\boldsymbol {U}}=\varnothing }

## روابط خارجية
- العمليات على المجموعات في ProvenMath